# Cá mập thiên thần phương Tây
Cá mập thiên thần phương Tây, tên khoa học Squatina pseudocellata, là một loài cá mập trong chi Squatina, chi duy nhất còn sinh tồn trong họ và bộ của nó. Loài này được Last & W. T. White miêu tả khoa học đầu tiên năm 2008.